# Стеблево (сельское поселение Теряевское)
Стеблево — деревня в Волоколамском районе Московской области России.
Относится к Теряевскому сельскому поселению, до муниципальной реформы 2006 года относилась к Теряевскому сельскому округу. Население — 42 чел. (2010).
Стеблево известно как место подвига «Волоколамских мальчишей». В декабре 1941 года немецкие части в спешке покинули деревню, оставив много оружия и боеприпасов. Местные ребята разобрали оружие, прорыли траншею и в течение двух дней до прихода советских частей держали оборону деревни.

## География
Деревня Стеблево расположена примерно в 17 км к северо-востоку от города Волоколамска, на правом берегу реки Большой Сестры (бассейн Иваньковского водохранилища). В деревне две улицы — Луговая и Набережная, а также Малый и Нижний переулки. Ближайшие населённые пункты — деревни Малое Стромилово, Харланиха-1 и Харланиха-2. Связана автобусным сообщением с райцентром.

## Население
| 1852 | 1859 | 1890 | 1899 | 1926 | 2002 |
| ---- | ---- | ---- | ---- | ---- | ---- |
| 188  | ↗215 | ↗220 | ↘181 | ↗271 | ↘45  |
| 2006 | 2010 |      |      |      |      |
| ↗58  | ↘42  |      |      |      |      |

## История
В «Списке населённых мест» 1862 года Стеблево — владельческая деревня 2-го стана Клинского уезда Московской губернии по правую сторону Волоколамского тракта, в 48 верстах от уездного города, при реке Сестре, с 24 дворами и 215 жителями (105 мужчин, 110 женщин).
По данным на 1890 год входила в состав Калеевской волости Клинского уезда, число душ составляло 220 человек.
В 1913 году — 32 двора, имение Егоровых, кирпичный завод, лесопильня, мукомольная мельница и бумаго-ткацкая фабрика.
В 1917 году Калеевская волость была передана в Волоколамский уезд.
По материалам Всесоюзной переписи населения 1926 года — центр Стеблевского сельсовета Калеевской волости Волоколамского уезда, проживал 271 житель (125 мужчин, 146 женщин), насчитывалось 56 хозяйств, имелись школа и агропункт.
С 1929 года — населённый пункт в составе Волоколамского района Московской области.

## Достопримечательности
В посёлке имеется усадьба Стеблево. История усадьбы началась в XVIII веке, когда были возведены первые каменные постройки. Первая известная владелица этих мест с 1770-х поручица Н. А. Пашкова. Затем усадьбой владели Давыдовы, Гиппиусы и купцы братья Егоровы, а после революции здесь обосновался свиноводческий совхоз, общежитие и клуб совхоза (в левом флигеле, сгорел в советское время). Постепенно здание пришло в негодность и было признано аварийным. 
В 2009 году усадьбу приобретает московский предприниматель, руководитель архитектурно-строительной компании — Максим Студенников (сын художника Эдуарда Студенникова). Он начал восстанавливать главный дом и один из флигелей, был укреплен фундамент, прекрытия, сделала новая кровля, однако, реконструкцию не удалось завершить в силу ряда причин. Сейчас усадьба вновь приходит в упадок.